# Xian de Jingxi
Le xian de Jingxi (靖西县 ; pinyin : Jìngxī Xiàn) est un district administratif de la région autonome du Guangxi en Chine. Il est placé sous la juridiction de la ville-préfecture de Baise.

## Démographie
La population du district était de 605 100 habitants en 2010,dont 99.71 % de Zhuang, groupe ethnique principalement concentré dans cette région.